# Normalenvektor
In der Geometrie ist ein Normalenvektor, auch Normalvektor, ein Vektor, der orthogonal (d. h. rechtwinklig, senkrecht) auf einer Geraden, Kurve, Ebene, (gekrümmten) Fläche oder einer höherdimensionalen Verallgemeinerung eines solchen Objekts steht. Eine Gerade mit diesem Vektor als Richtungsvektor heißt Normale. Ein Normaleneinheitsvektor oder eine Einheitsnormale ist ein Normalenvektor der Länge 1.
In diesem Artikel wird zunächst der Fall von Geraden in der Ebene und von Ebenen im dreidimensionalen Raum behandelt (Lineare Algebra und analytische Geometrie), dann der Fall von Kurven in der Ebene und von Flächen im Raum (Differentialgeometrie).

## Lineare Algebra und analytische Geometrie

### Normale und Normalenvektor einer Geraden

Gerade mit Normalenvektoren und Einheitsnormalenvektoren

Ein Normalenvektor einer Geraden {\displaystyle g} in der Ebene ist ein vom Nullvektor verschiedener Vektor, der senkrecht auf dieser Geraden steht, also der Richtungsvektor einer Geraden, die senkrecht auf {\displaystyle g} steht, sprich einer Orthogonalen oder Normalen zu {\displaystyle g}.
Hat {\displaystyle g} den Richtungsvektor {\displaystyle {\vec {v}}=(a,b)}, so sind die beiden Vektoren {\displaystyle (-b,a)} und {\displaystyle (b,-a)} Normalenvektoren. Durchläuft man die Gerade in der Richtung von {\displaystyle {\vec {v}}}, so weist {\displaystyle (-b,a)} nach links und {\displaystyle (b,-a)} nach rechts.
Sei {\displaystyle g} eine Gerade in der Ebene {\displaystyle \mathbb {R} ^{2}} und {\displaystyle {\vec {v}}} ein Richtungsvektor der Geraden {\displaystyle g}. Der Normalenvektor ist nicht eindeutig und kann mit Mengenschreibweise definiert werden:
{\displaystyle {\vec {n}}:=\{{\vec {u}}\in \mathbb {R} ^{2}\backslash \{{\vec {0}}\}\mid {\vec {u}}\cdot {\vec {v}}=0\}}
Eine sprachliche Formulierung ist dieser Mengenschreibweise ist: Der Normalenvektor ist definiert als die Menge aller Vektoren {\displaystyle {\vec {u}}} (ohne den Nullvektor) für die gilt, dass das Skalarprodukt von {\displaystyle {\vec {u}}} und einem Richtungsvektor der Geraden {\displaystyle {\vec {v}}} gleich Null ist. 
Wenn also für einen beliebigen Vektor {\displaystyle {\vec {u}}\in \mathbb {R} ^{2}}, {\displaystyle {\vec {u}}\cdot {\vec {v}}=0} gilt, so ist {\displaystyle {\vec {u}}} ein Normalenvektor der Geraden {\displaystyle g}.
Ist die Gerade in der Normalform
{\displaystyle y=mx+c}
gegeben, so ist der Vektor {\displaystyle (1,m)} ein Richtungsvektor der Geraden und {\displaystyle (-m,1)} und {\displaystyle (m,-1)} sind Normalenvektoren. Für {\displaystyle m\neq 0} hat also jede Normale die Steigung {\displaystyle -{\tfrac {1}{m}}}.
Ist {\displaystyle m=0}, also {\displaystyle g} horizontal, so ist jede Normale vertikal, hat also eine Gleichung der Form {\displaystyle x=a}.
Ist die Gerade in der allgemeinen Form
{\displaystyle ax+by=d}
gegeben, so ist {\displaystyle (a,b)} ein Normalenvektor.
Aus einem Normalenvektor {\displaystyle {\vec {n}}} lässt sich ein Normaleneinheitsvektor {\displaystyle {\vec {n}}_{0}} berechnen, indem {\displaystyle {\vec {n}}} durch seine Länge (Norm, Betrag) dividiert wird. Der Vektor {\displaystyle {\vec {n}}} wird mithin normiert.
{\displaystyle {\vec {n}}_{0}={\frac {1}{\|{\vec {n}}\|}}{\vec {n}}}
Der zweite Normaleneinheitsvektor {\displaystyle -{\vec {n}}_{0}} ergibt sich durch Multiplikation des obigen Normaleneinheitsvektors mit {\displaystyle -1}. Jeder Normalenvektor kann durch Multiplikation eines Normaleneinheitsvektores mit einer reellen Zahl ungleich null gebildet werden.

### Normale und Normalenvektor einer Ebene

Zwei Normalenvektoren auf einer Ebene

Ein Normalenvektor einer Ebene {\displaystyle E} im dreidimensionalen Raum ist ein vom Nullvektor verschiedener Vektor, der senkrecht auf dieser Ebene steht, also der Richtungsvektor einer Geraden, die senkrecht auf {\displaystyle E} steht, sprich einer Orthogonalen oder Normalen zu {\displaystyle E}.
Ist die Ebene durch die Koordinatengleichung
{\displaystyle ax+by+cz=d}
gegeben, so ist {\displaystyle (a,b,c)} ein Normalenvektor. Ist die Koordinatengleichung nach {\displaystyle z} aufgelöst,
{\displaystyle z=ax+by+c},
so ist {\displaystyle (-a,-b,1)} ein nach oben weisender und {\displaystyle (a,b,-1)} ein nach unten weisender Normalenvektor.
Ist {\displaystyle E} durch zwei aufspannende Vektoren {\displaystyle {\vec {u}}=(u_{1},u_{2},u_{3})} und {\displaystyle {\vec {v}}=(v_{1},v_{2},v_{3})} gegeben (Punkt-Richtungs-Form oder Parameterform), führt die Bedingung, dass der Normalenvektor {\displaystyle {\vec {n}}=(n_{1},n_{2},n_{3})} senkrecht auf {\displaystyle {\vec {u}}} und {\displaystyle {\vec {v}}} steht, auf ein lineares Gleichungssystem für die Komponenten {\displaystyle n_{1},n_{2},n_{3}} von {\displaystyle {\vec {n}}}:
{\displaystyle {\begin{aligned}u_{1}\,n_{1}+u_{2}\,n_{2}+u_{3}\,n_{3}&=0\\v_{1}\,n_{1}+v_{2}\,n_{2}+v_{3}\,n_{3}&=0\end{aligned}}}
Jede von {\displaystyle (0,0,0)} verschiedene Lösung liefert einen Normalenvektor.
Eine andere Möglichkeit, Normalenvektoren zu bestimmen, bietet das Kreuzprodukt. Der Vektor
{\displaystyle {\vec {u}}\times {\vec {v}}={\begin{pmatrix}u_{2}\cdot v_{3}-u_{3}\cdot v_{2}\\u_{3}\cdot v_{1}-u_{1}\cdot v_{3}\\u_{1}\cdot v_{2}-u_{2}\cdot v_{1}\end{pmatrix}}}
steht senkrecht auf {\displaystyle {\vec {u}}} und {\displaystyle {\vec {v}}}, und
{\displaystyle {\vec {u}},{\vec {v}},{\vec {u}}\times {\vec {v}}} bilden in dieser Reihenfolge ein Rechtssystem.
Wie im Fall der Gerade in der Ebene erhält man aus einem Normalenvektor einen Normaleneinheitsvektor, indem man ihn durch seine Länge dividiert, einen zweiten durch Multiplikation mit {\displaystyle -1} und alle andern Normalenvektoren durch Multiplikation mit reellen Zahlen ungleich 0.
Eine Ebene wird durch einen Normalenvektor sowie einen auf der Ebene liegenden Punkt eindeutig bestimmt, siehe Normalenform und hessesche Normalform.

## Normalenvektoren von Kurven und Flächen

### Ebene Kurven

Ebene Kurve mit Normale, Tangente und Normalenvektoren

In der Analysis und in der Differentialgeometrie ist der Normalenvektor zu einer ebenen Kurve (in einem bestimmten Punkt) ein Vektor, der auf dem Tangentialvektor in diesem Punkt orthogonal (senkrecht) steht. Die Gerade in Richtung des Normalenvektors durch diesen Punkt heißt Normale, sie ist orthogonal zur Tangente.
Ist die Kurve als Graph einer differenzierbaren Funktion {\displaystyle f} gegeben, so hat die Tangente im Punkt {\displaystyle p=(x_{0},f(x_{0}))} die Steigung {\displaystyle m_{t}=f'(x_{0})\,}, die Steigung der Normalen beträgt also
{\displaystyle m_{n}=-{\frac {1}{m_{t}}}=-{\frac {1}{f'(x_{0})}}\,.}
Die Normale im Punkt {\displaystyle p=(x_{0},f(x_{0}))} ist dann durch die Gleichung
{\displaystyle y=f(x_{0})+m_{n}(x-x_{0}),}
also durch
{\displaystyle y=f(x_{0})-{\frac {1}{f'(x_{0})}}(x-x_{0})}
gegeben.
Ist die ebene Kurve in Parameterform gegeben, {\displaystyle c(t)=(x(t),y(t))}, so ist
{\displaystyle {\dot {c}}(t)=({\dot {x}}(t),{\dot {y}}(t))} ein Tangentialvektor im Punkt {\displaystyle c(t)} und {\displaystyle ({\dot {y}}(t),-{\dot {x}}(t))} ein nach rechts weisender Normalenvektor. Hier bezeichnet, wie in der Differentialgeometrie üblich, der Punkt die Ableitung nach dem Kurvenparameter.

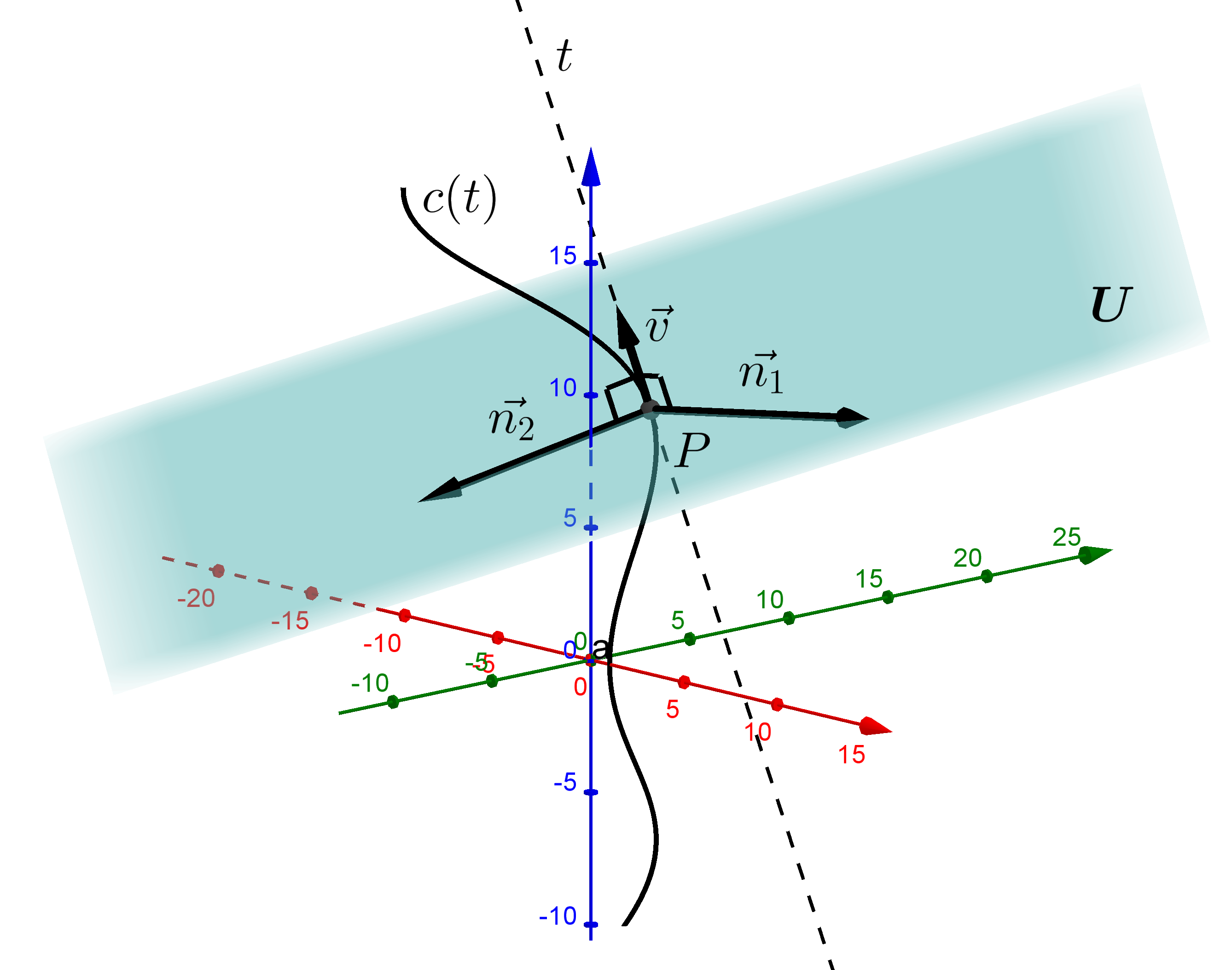
Raumkurve mit zwei Normalenvektoren, und senkrechter Ebene im Punkt

Bei Raumkurven bilden die Normalenvektoren in einem Punkt {\displaystyle P} (wie im Fall der Geraden im Raum) einen zweidimensionalen Untervektorraum, der zugehörige affine Unterraum durch {\displaystyle P}, ist die zur Kurve in {\displaystyle P} senkrechte Ebene. In der elementaren Differentialgeometrie wählt man einen Einheitsvektor aus, der in die Richtung zeigt, in die die Kurve gekrümmt ist. Diesen nennt man Hauptnormalen(einheits)vektor, siehe Frenetsche Formeln.

### Flächen im dreidimensionalen Raum

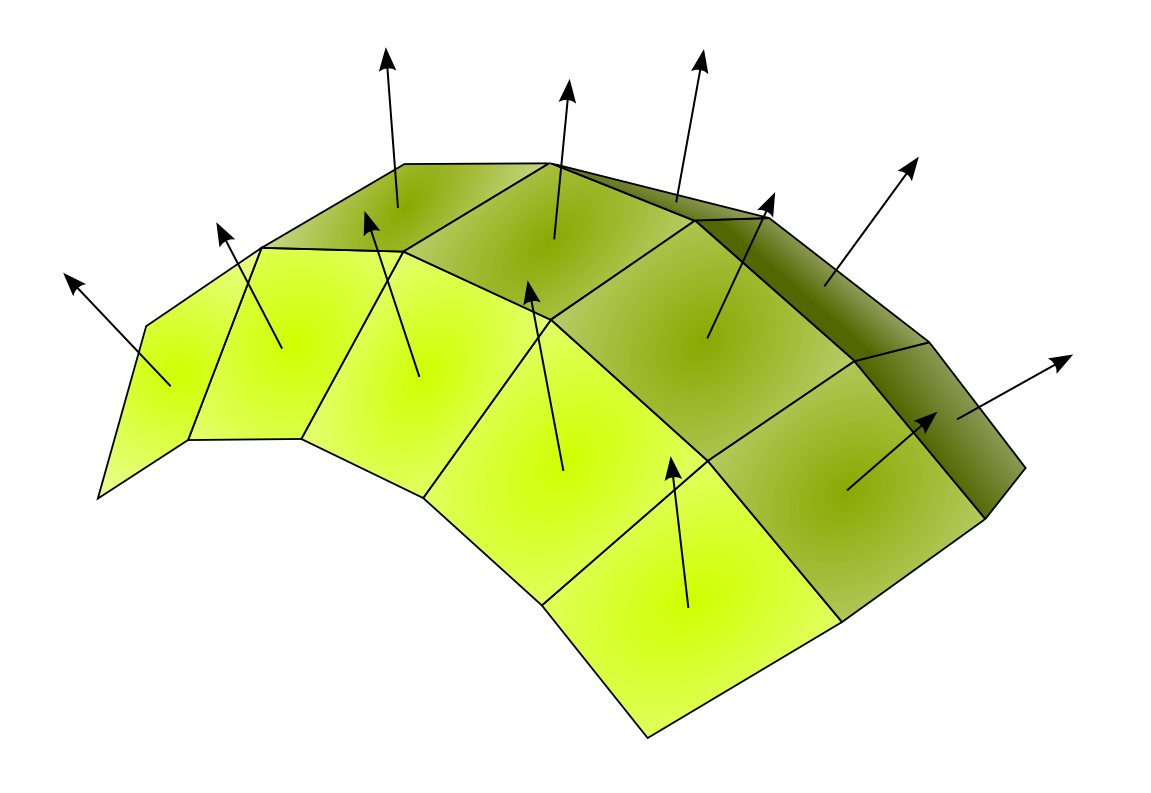
Zur Veranschaulichung des Normalenvektors

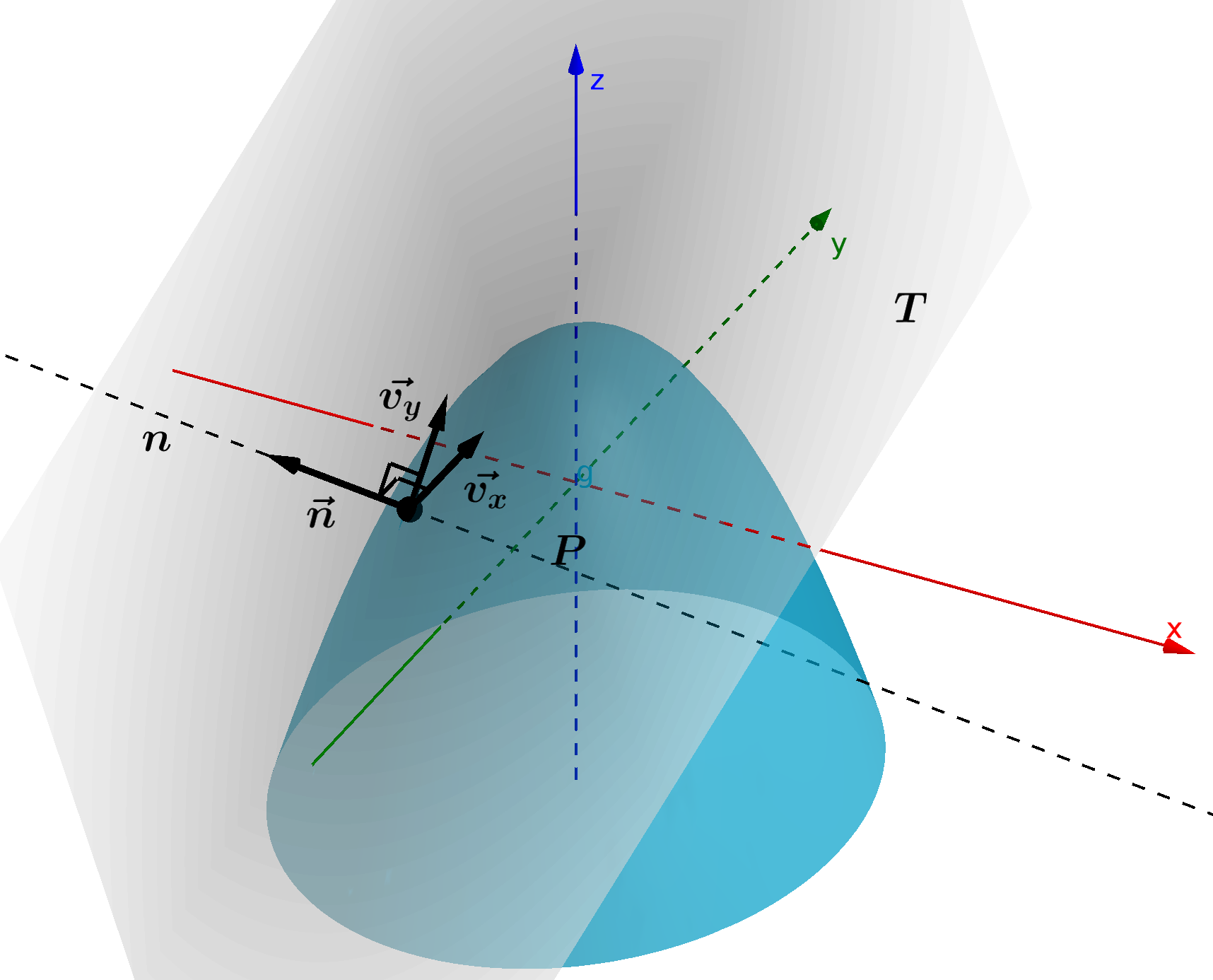
Tangentialebene:
Normale:
Normalenvektor:

Entsprechend ist der Normalenvektor einer gekrümmten Fläche in einem Punkt der Normalenvektor der Tangentialebene in diesem Punkt.
Ist die Fläche durch die Parameterdarstellung
{\displaystyle F\colon U\subset \mathbb {R} ^{2}\to \mathbb {R} ^{3},\quad (u,v)\mapsto F(u,v)}
gegeben, so sind die beiden Vektoren
{\displaystyle F_{u}(u,v):={\frac {\partial F}{\partial u}}(u,v)} und {\displaystyle F_{v}(u,v):={\frac {\partial F}{\partial v}}(u,v)}
Spannvektoren der Tangentialebene im Punkt {\displaystyle F(u,v)}. (Hier wird vorausgesetzt, dass die Fläche bei {\displaystyle (u,v)} regulär ist, also dass {\displaystyle F_{u}(u,v)} und {\displaystyle F_{v}(u,v)} linear unabhängig sind.) Ein Normalenvektor im Punkt {\displaystyle F(u,v)} ist ein Vektor, der senkrecht auf {\displaystyle F_{u}(u,v)} und {\displaystyle F_{v}(u,v)} steht, z. B. der durch das Kreuzprodukt gegebene und dann normierte Hauptnormalenvektor
{\displaystyle N(u,v):={\frac {F_{u}(u,v)\times F_{v}(u,v)}{\left|F_{u}(u,v)\times F_{v}(u,v)\right|}}\,.}
Hier bezeichnen die senkrechten Striche die euklidische Norm des Vektors.
Ist die Fläche implizit durch eine Gleichung gegeben,
{\displaystyle g(x,y,z)=0},
wobei {\displaystyle g\colon \mathbb {R} ^{3}\to \mathbb {R} } eine differenzierbare Funktion ist, so ist der Gradient
{\displaystyle \operatorname {grad} g(x,y,z)=\left({\frac {\partial g}{\partial x}}(x,y,z),{\frac {\partial g}{\partial y}}(x,y,z),{\frac {\partial g}{\partial z}}(x,y,z)\right)}
ein Normalenvektor der Fläche im Punkt {\displaystyle (x,y,z)} (vorausgesetzt, dass er dort nicht verschwindet).
Ist die Fläche als Graph einer differenzierbaren Funktion {\displaystyle f\colon \mathbb {R} ^{2}\to \mathbb {R} } gegeben, so ist
{\displaystyle \left(-{\frac {\partial f}{\partial x}}(x,y),-{\frac {\partial f}{\partial y}}(x,y),1\right)}
ein nach oben weisender Normalenvektor im Punkt {\displaystyle p=(x,y,f(x,y))}. Dies erhält man, indem man verwendet, dass die Abbildung
{\displaystyle F(x,y)=(x,y,f(x,y))} eine Parametrisierung ist oder dass die Fläche durch die Gleichung
{\displaystyle g(x,y,z):=z-f(x,y)=0}
dargestellt wird.

## Verallgemeinerungen
Der Begriff des Normalenvektors lässt sich verallgemeinern auf
1. affine Unterräume (verallgemeinerte Ebenen) in euklidischen Räumen höherer Dimension (insbesondere auf Hyperebenen),
2. Flächen, Hyperflächen und Untermannigfaltigkeiten in euklidischen Räumen höherer Dimension,
3. Flächen, Hyperflächen und Untermannigfaltigkeiten von Riemannschen Mannigfaltigkeiten,
4. Nichtglatte Objekte, wie konvexe Körper und rektifizierbare Mengen.

## Anwendungen
In der Analysis und Differentialgeometrie spielen Normalenvektoren eine zentrale Rolle bei der Berechnung von Oberflächeninhalten und Oberflächenintegralen. Im Bereich der Computergrafik werden Normalenvektoren unter anderem genutzt, um festzustellen, ob eine Fläche dem Benutzer zugewandt ist oder nicht, um letztere von der Bildberechnung auszuschließen (Back-Face Culling). Des Weiteren werden sie zur Berechnung von Lichteinfall und Reflexionen benötigt.